# مهندسی اسپوتنیک
مهندسی اسپوتنیک (انگلیسی: Sputnik Engineering) شرکت الکترونیک سوئیسی است، که در سال ۱۹۹۱ تأسیس شد.